# Sufczyn (województwo mazowieckie)
Sufczyn – wieś sołecka w Polsce położona w województwie mazowieckim, w powiecie otwockim, w gminie Kołbiel. Wieś położona jest nad rzeką Świder.
| SIMC    | Nazwa     | Rodzaj    |
| ------- | --------- | --------- |
| 0674974 | Dudzianka | część wsi |
| 0674980 | Pęchery   | część wsi |
| 0674997 | Sokoły    | część wsi |

Wierni Kościoła rzymskokatolickiego należą do parafii Świętej Trójcy w Kołbieli.
W 1408 roku w „Księdze Ziemi Czerskiej” wymienia się rycerza Alberta (Albertus) z Szuchczina. Albert z Sufczyna podpisywał wraz z innymi rycerzami z Rudy i Siennicy, różne dokumenty w grodzie czerskim. W tym samym roku wymienia się też wraz z Piotrem z Falenicy, Piotra z Susczina. Ten sam Piotr z Sufczyna wspomniany jest też w 1411 roku. Są to pierwsze wzmianki o istnieniu tej miejscowości. Nazwę wsi zapisywano wtedy jako Szuchcin lub Susczin, a pochodzi ona od dawnej nazwy osobowej „Suchta”. Jeszcze w 1576 roku w spisie podatkowym wymienia się tę miejscowość jako Susczyn. Współczesna nazwa pojawiła się dopiero w XVIII wieku.
W tym samym czasie co Albert i Piotr z Sufczyna żył również Mikołaj z Sufczyna, który znany jest z tego, że wraz z dziedzicami Kołbieli wybudował na początku XV wieku kościół w Kołbieli. Sufczyn był prywatną wsią szlachecką, a rycerze z tej wsi zaczęli z czasem pisać się Sufczyńskimi z Sufczyna. Niestety niewiele o tym rodzie wiadomo. Kasper Niesiecki w swoim herbarzu informuje, że ród pochodził z lubelskiego i pieczętował się herbem Szeliga. Jednak wszystko wskazuje, że był to miejscowy ród szlachecki tworzący z czasem zaścianek szlachecki. Ród szybko się rozrastał i z czasem zabrakło ziemi w rodzinnej wsi. Sufczyńscy założyli więc w okolicach nowe osady: Głupiankę i Wolę Sufczyńską oraz Gadkę. Spis podatkowy z 1576 roku informuje, że dziedzicami Sufczyna byli: Mikołaj Sufczyński (Susczynski), Marcin Sufczyński oraz Stanisław, Tomasz, Dersław i Jakub Sufczyńscy. Każdy z nich posiadał niewielkie kawałki ziemi, od ćwierci włóki do półtorej włóki. Po 1569 roku przed szlachtą polską otworzyły się perspektywy zdobycia ziemi, urzędów i tytułów na Ukrainie. Wielu ubogich szlachciców tam wyjechało. Stało się tak pewnie z Sufczyńskimi z Sufczyna, jednak nie wszyscy wyjechali. Niektórzy Sufczyńscy nadal mieszkali w ziemi czerskiej, dochodząc często do wysokich urzędów i majątków.
Z 1591 roku pochodzi informacja o kupnie części Sufczyna, Głupianki i Woli Sufczyńskiej przez Adama Łychowskiego. Łychowscy byli mazowiecką szlachtą pochodzącą z okolic Warki. Łychowscy początkowo byli zapewne właścicielami części tych dóbr, ponieważ własność była tu bardzo rozdrobniona. Sufczyńscy zapewne nadal posiadali niewielkie kawałki ziemi w tej wsi. Adam Łychowski w 1620 roku sprzedał swoje części Sufczyna innej mazowieckiej rodzinie, Młockim herbu Prawdzic. Młoccy również długo nie dziedziczyli w tej wsi, ponieważ z 1647 roku pochodzi informacja, że dobra te kupił niejaki Marcjan Dłużewski herbu Pobóg. Dłużewscy także szybko sprzedali te dobra, a przejął je ród Magnuszewskich z Magnuszewa. Magnuszewscy posiadali herb Powała, byli potomkami słynnego Powały z Taczewa, jednego z największych rycerzy z czasów bitwy pod Grunwaldem. Magnuszewscy byli od dawna spokrewnieni z Sufczyńskimi. Sufczyńscy nadal posiadali jakieś drobne części tej wsi i zapewne Magnuszewscy weszli w posiadanie części wsi drogą posagu, a później zapewne wykupili innych właścicieli ziemi w Sufczynie. Dziedzicem wsi został Władysław Magnuszewski, którego żoną była Katarzyna Sufczyńska. Pierwsze informacje o Władysławie Magnuszewskim pochodzą z 1676 roku, kiedy to „sądował się” z bratem o „ruchomości” po ojcu. Jednak żona Magnuszewskiego, Katarzyna Sufczyńska w 1671 roku sprzedała swoje części tych dóbr Remigianowi Łochowskiemu. Remigian Łochowski ożeniony z Anną Sufczyńską zapewne zdołał zebrać całość dóbr Sufczyn. Miał licznych synów: Jana, Piotra Dominika (zakonnik), Wojciecha, Ludwika i Kazimierza. Najstarszy z nich zrzekł się działu po ojcu, a pozostali bracia podzielili się w 1711 roku Sufczynem. Jednak już w latach 1718–1721 sprzedali razem te dobra Sufczyńskim. Tak więc Sufczyńscy, posiadając od końca XVI wieku skrawki ziemi, po kilkuset latach odzyskali swoją rodową wieś. Stało się tak dlatego, że Sufczyńscy z ubogiej szlachty stali się bogatą szlachtą dziedziczącą w wielu wsiach w Polsce. Właścicielem Sufczyna w tym czasie był zapewne Kazimierz Sufczyński, cześnik łukowski i kasztelan lubelski, zmarły w 1736 roku. Kazimierz Sufczyński pozostawił liczne potomstwo i własność w dobrach sufczyńskich znowu się rozdrobniła. Dopiero w końcu XVIII wieku całość dóbr zdołał zebrać Fabian Laskowski. Fabian Laskowski herbu Korab był ważną postacią w ziemi czerskiej. Był urzędnikiem w Siennicy, w 1796 roku został komornikiem garwolińskim, a w 1798 roku komornikiem czerskim. Zmarł po 1804 roku, ponieważ z tego właśnie roku pochodzi ostatnia wzmianka o nim. Miał nieznaną z imienia córkę, którą wydał za Pawła Piątkowskiego. Właśnie Piątkowski został kolejnym dziedzicem tych dóbr.
Sam Sufczyn na początku XIX wieku był niewielką miejscowością. W 1827 roku naliczono tu 23 domy i 181 mieszkańców. Paweł Piątkowski po objęciu dóbr Sufczyn w 1826 roku rozpoczął energiczne prace nad budową swojej siedziby. Paweł Piątkowski był w okresie Królestwa Kongresowego osobą dość znaną. Od 1828 r. pełnił funkcję mecenasa przy Sądzie Najwyższej Instancji Królestwa Polskiego, a od 1842 r. obrońcy przy Warszawskich Departamentach Rządzącego Senatu. Po śmierci Pawła Piątkowskiego w 1865 roku, dobra te przejął Marceli Piątkowski.
W 1864 roku Sufczyn objęło uwłaszczenie ziemi chłopskiej i powstało tu 26 gospodarstw rolnych na 354 morgach ziemi. Nadal jednak istniały dobra ziemskie Sufczyn, które obejmowały folwarki: Sufczyn, Sokoły i Zielonki. W 1875 roku liczyły one 888 mórg ziemi. W folwarku Sufczyn był „las nieurządzony, pokłady torfu i wapienia, młyn wodny”. Na przełomie XIX i XX wieku dobra Sufczyn zostały rozparcelowane. Młyn wodny w Sokołach trafił w ręce rodziny Chmielewskich (dane z 1929 roku). Wieś Sufczyn w 1890 roku liczyła 227 mieszkańców. Natomiast w 1921 roku liczyła już 351 mieszkańców w 57 domach. W okresie międzywojennym, w tej wsi działał młyn wodny należący do niejakiego Zwolińskiego. Działał tu również sklep z artykułami ogrodniczymi – własność Szeliskich.
Wieś szlachecka Suffczyno położona była w drugiej połowie XVI wieku w powiecie garwolińskim ziemi czerskiej województwa mazowieckiego. W latach 1975–1998 miejscowość położona była w województwie siedleckim.
Wschodnia odnoga wsi jest nazywana Sokoły. Częścią Sufczyna jest również kolonia Wilczarz (niektóre źródła i ludność miejscowa podają bardziej popularną nazwę Wilcarz).
Historycznie istniały również dzielnice Dudzianka (w okolicach dworu Piątkowskich) oraz Pęchery (dawny młyn). We wsi zachował się też dwór byłych dziedziców Sufczyńskich, a ich groby na cmentarzu parafialnym w Kołbieli.
To od ich nazwiska została przyjęta obecna nazwa wsi.

## Krótkie kalendarium
- XV wiek – pierwsze wzmianki o miejscowości Suchczin
- 28 lipca 1944 – Sufczyn został zbombardowany przez lotnictwo niemieckie. Zginęło wtedy 11 osób a 30 zostało rannych. Ku czci poległych, w dniu 29 lipca 2007 została odsłonięta pamiątkowa tablica z nazwiskami poległych tego dnia oraz osób zmarłych wskutek odniesionych tego dnia ran.
- 15 maja 1958 – Sufczyn został poważnie zniszczony przez huragan